# Hibrildes craushayi
Hibrildes craushayi är en fjärilsart som beskrevs av George Francis Hampson 1910. Hibrildes craushayi ingår i släktet Hibrildes och familjen Eupterotidae. Inga underarter finns listade i Catalogue of Life.